# Caraș
Pour les articles homonymes, voir Caras et Karas (homonymie).
Le Karaš (en serbe cyrillique Караш et en roumain Caraș), est une rivière de Roumanie et de Serbie coulant à travers le Banat. Sa longueur est de 110 km. Le Karaš est un affluent gauche du Danube.

## Géographie
Le Caraș/Karaš appartient au bassin de drainage de la Mer Noire ; son propre bassin de drainage couvre une superficie de 1 400 km2. Le Karaš n'est pas navigable (même dans sa partie canalisée).
Le Caraș prend sa source dans les monts Anina dans les Carpates occidentales roumaines, au nord-ouest de la ville d'Anina, non loin des sources de la Brzava (Bârzava) et de la Nera. La rivière traverse la Roumanie sur 50 km et coule d'abord en direction du nord. À la hauteur de la ville de Carașova, elle oblique vers le sud-ouest et reçoit de nombreux petits affluents, dont le plus notable est la Lisava. Elle passe à proximité de nombreuses localités (Giurgiova, Ticvaniu Mare, Cacova, Vărădia. Mercina, Vrani) avant d'entrer en Serbie dans la province autonome de Voïvodine.
Juste après la frontière en Serbie, le Karaš reçoit ses deux affluents principaux, le Borugu, sur sa droite, et l'Ilidija (en roumain : Ilidia), sur sa gauche. Il se dirige vers Kuštilj, Vojvodinci, Dobričevo, Straža et Jasenovo et atteint l'est de la Deliblatska peščara et la hauteur de Dumača, sur le flanc est des collines de Zagajica.  À partir de cet endroit, le Karaš est canalisé et incorporé dans la dernière partie du Canal Danube-Tisa-Danube. Il se dirige vers Dupljaja, Grebenac, Kajtasovo et Banatska Palanka et se jette dans le Danube près de Stara Palanka, en traversant le village touristique de Ram.

## Histoire
Sous l'Empire romain, la rivière était désignée sous le nom d'Apo, appellation provenant d'un mot thrace signifiant "l'eau". 
Les Krašovani ou Karašani (en cyrillique : Крашовани ou Карашани, les "gens du Karaš") sont un peuple d'origine slave installé autour de la ville de Carașova (en serbe : Karaš/Караш), dans le cours supérieur de la rivière. Réputés comme de bons fermiers et de bons artisans, ils étaient environ 20 000 après la  Seconde Guerre mondiale. Ils sont aujourd'hui pour la plupart assimilés. 